# Radio Veronica One
Radio Veronica One è stata una storica emittente radiofonica torinese, attiva dal 1976 al 2024 su quasi tutto il Piemonte.

## Storia
Viene fondata nel 1976  e il suo nome viene scelto ispirandosi alla radio pirata olandese che trasmetteva dal Mare del Nord. Tra i soci fondatori Domenico Salis, che guida la radio fino al 1994. È questa l’epoca d’oro dell’emittente, che proprio negli anni ’90 diventa la più ascoltata in città, arrivando a coprire anche il territorio della provincia, da Vercelli al Canavese .
Nel 1990 viene rilevata dall'imprenditore Giovanni Pinna che nel tempo ne ingrandisce la sua copertura in modulazione di frequenza, assumendo le caratteristiche di un'emittente radiofonica regionale. La zona di copertura interessa in particolar modo Torino, Cuneo, Alba, Asti, la bassa Val di Susa, il Canavese, Biella, Vercelli e la provincia di Novara. Nel 2002 si sposta dalla sua sede di via Madama Cristina 29 alla sua sede attuale in via Massena 60 . Da gennaio 2021, Benny Castelli è il direttore artistico, con l'aggiunta di un nuovo claim/motto: "Play The One".
Nel 2024 la famiglia Pinna decide di vendere le frequenze 93.6 al gruppo veneto di Radio Birikina, mentre il marchio della radio e la sede rimangono in possesso agli attuali proprietari in qualità di concessionari della pubblicità . 

## Curiosità
Da Veronica One sono transitati noti personaggi come Gigi D'Agostino (D'Agostino Planet) e Gabry Ponte; fra gli speaker hanno collaborato Beppe Cuva (poi a Radio Subasio), Fabio Marelli (poi a Discoradio), Mauro De Marco, Roberto Greganti (poi a Radio Bruno), Massimo Parisi, Cristian Panzanaro, Edoardo Monasterolo (passato poi a CHN Radio di Toronto, in Canada) ed Elisa Dante (passata a R101 e poi a Radio GRP).
Durante la stagione 2000/2001 Radio Veronica One ha trasmesso le radiocronache delle partite del Torino avvalendosi di Piero Chiambretti in veste di commentatore .
Da sempre una delle radio più ascoltate del Piemonte, ha ospitato i più grandi artisti del mondo dello spettacolo, e seguito costantemente i grandi eventi del Piemonte e in particolare di Torino.